# Río Marshyangdi
El río Marshyangdi o río Marsyangdi (Nepalí: मर्स्याङ्दी, marsyāṅdī) es un río de origen glaciar situado en el centro de Nepal. Tiene una longitud de unos 150 km, levantándose en el noreste del macizo del Annapurna a una altitud de aproximadamente de 3600 m. cuando, junto a dos ríos, el Khangscar Khola y el Thorong Khola (también conocido como Jharsang Khola), se une al río Trishuli sobre Darechok. El río fluye hacia el lado este del macizo del Annapurna a través de los distritos de Manang y Lamjung y se separa del macizo del Manaslu. De este modo, el Valle de Marsyangi sigue una parte del Circuito de Annapurna y el Circuito del Manaslu.
La ciudad más grande por la que fluye el Marsyangdi es Besisahar (780 m). Otros lugares conocidos por los que pasa son Manang (3550 m), Pisang (3300 m) y Chame (2700 m).

## Funciones

### Central hidroeléctrica

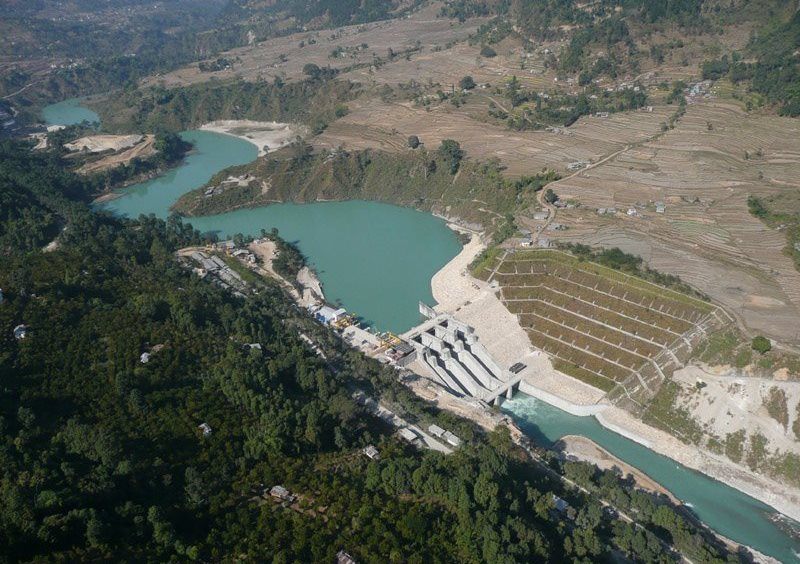
Central hidroeléctrica en el curso medio del Marsyangdi.

En 1990, se construyó en la parte inferior del Marsyangdi (348 m), en Anbu Khaireni, una factoría de energía hidroeléctrica de 89 MW. El agua se contiene a través de un túnel que acciona el motor (280 m) y permite que descienda el agua, por lo que durante la estación seca (de septiembre a junio), el tramo del río que rodea la presa carece prácticamente.
Una segunda planta energética de 70 MW fue construido en 2009 en el curso medio a unos 6 km al sur de Besisahar (610 m), que funciona por el mismo principio; la entrada se encuentra a 534  m. La central hidroeléctrica se inutiliza cuando no es verano, ya que, tal como en la base anterior, el río no lleva el agua suficiente durante la estación seca.
Una tercera planta de energía se construyó en 2016 en la frontera de los distritos de Manang y Lamjung. Fue inaugurada el 25 de septiembre del mismo año, después de realizar una serie de pruebas. Incluye una alta presa de materiales sueltos de 145 m de largo y 31 m de ancho. La altura de caída es 627,67 m.

### Ocio
El Marsyangdi es uno de los ríos más populares para practicar carreras de aguas bravas fluviales (en kayak y en balsa) con dificultades de 4+ a 5-, dado su recorrido, la fuerza de la corriente, y el ancho del río. Durante junio y agosto, no es navegable, ya que alcanza los 450 m³/s